# Клан Лермонт
Клан Ле́рмонт (англ. Clan Learmonth) — один из кланов равнинной части Шотландии — Лоуленда. Имеет французское происхождение. В 1613 году поручик Георг Лермонт при осаде крепости Белая под Смоленском добровольно перешёл на сторону русских войск, принял православие и стал Юрием Андреевичем Лермонтовым, тем самым основав русский род Лермонтовых.
- Девиз клана: Spero — Надеюсь (лат.)
- Земли клана: Файф и Бервикшир
- Исторические резиденции клана: Башня Рифмача (англ. Rhymer's Tower) — Бервикшир, Дерси (англ. Dairsie Castle), Балкоми (англ. Balcomie Castle) — Файф.

## История
Впервые этот род полноценно описан в книге Гектора Бойса Scotorum historiae a prima gentis origine (1527). Согласно Бойсу, Лермонты происходили из Англии. Они были среди рыцарей, посланных Эдуардом Исповедником поддержать Малкольма в его войне с Макбетом за возвращение ему законного места при короле Шотландии. Первое упоминание в Файфе, Шотландия, около 1400 года как индивидуальной фамилии Лермонт связано с документами из коллекции сэра Роберта Дугласа из Гленберви, в которых говорится, что Лермонт был лордом Эрлстона (англ. Earlstone).
 Примерно в 13 веке рождается Томас Лермонт, также известный как Томас Рифмоплет. Несмотря на то, что о его жизни известно немного, сохранилась информация о том, что он имел репутацию поэта, написавшего множество пророческих стихов.
Томас стал известен как Правдивый Томас — предположительно потому, что его пророчества сбывались. Популярные предания повествуют о том, как он предсказал многие великие события в истории Шотландии, включая смерть Александра III Шотландского.
Народное почитание Томаса сохранялось в течение столетий после его смерти, и особенно в Шотландии, превзойдя репутацию всех соперничавших пророков. Позже, для повышения авторитета, Томасу стали приписывать сфабрикованные пророчества (или переделки более ранних пророчеств), как видно из сборников пророчеств, которые были напечатаны, самым ранним из сохранившихся является сборник глав под названием «Полное пророчество Шотландии, Англии и т.д.»

## Лермонтовы
В середине XVI века Майкл Лермонт стал одним из первых шотландцев, попытавшихся завербовать шотландских солдат для Швеции. Поэтому неудивительно, что несколько месяцев обучения он служил офицером под командованием Джеймса Спенса в шведской армии. Среди этих офицеров был выдающийся родственник Георга Лермонта, Питер Лермонт, которого иногда ошибочно считают основателем семьи Лермонтовых.
Согласно фундаментальному рассказу Честера Даннинга о смутном времени в России, Питер Лермонт поступил на шведскую службу в 1603 году в качестве прапорщика и поднялся по служебной лестнице в полку полковника Джеймса Спенса. В 1610 году Питер Лермонт служил капитаном в шведской армии, воюя на стороне Польши против России. 
Тем временем Георг в 1613 году состоял в гарнизоне крепости Белая, которую осадили русские войска под предводительством Дмитрия Пожарского. Когда дальнейшее сопротивление стало бессмысленным, гарнизон, состоявший преимущественно из шотландских и ирландских наёмников, капитулировал. Многие из попавших в плен, в том числе Георг Лермонт, предпочли перейти на русскую службу. Георг Лермонт перешёл в православие и принял русское имя Юрий Андреевич. Бельские немцы составили отдельную роту «иноземного строя» в русском войске. Юрий Лермонтов был пожалован поместьем в Галицком уезде к северу от Костромы. Сражался в 1618 году в Можайской битве против польско-литовских войск. В том же году защищал Арбатские ворота при обороне Москвы от войск польского королевича Владислава, был тяжело ранен.
Он оставил после себя трех сыновей (Вильяма, Петра, Андрея) и одну дочь Екатерину. От его сына Петра Юрьевича Лермонтова пошел род Лермонтовых, членом которого является русский поэт Михаил Юрьевич Лермонтов.